# 科洛河
科洛河，位于中华人民共和国黑龙江省北部，是嫩江左岸的一条支流。发源于孙吴县西部正阳山乡东岗村西北小兴安岭北段西麓，蜿蜒向东南流至溪春村转南流，经林河村、向阳村、英河村等地，于岩峰村转东南流，成为孙吴县和五大连池市的界河，于五大连池莲花管理委员会科洛河村以北转西流，又成为五大连池市和嫩江市之间的界河，流经五大连池莲花管理委员会十里山村、联合村、朝阳乡红旗村、沿河村、双河村、奋斗村以及嫩江市白云乡群河村、群山村、麦海村（旧麦海乡）、向阳村、富强村、白云村、社良村等地，科洛河干流在白云乡宝山村以南转西北流，进入嫩江市境内，经山河农场、科洛镇双东村、科洛村、地营村、科后村、柏根里村、嫩北农场等地，过海江镇新胜村（旧新胜乡）九孔桥后转西南流，于海江镇嫩光村与联兴乡哈什太村之间汇入嫩江干流。科洛河全长324千米，流域面积8539平方千米，年均径流量10.6亿立方米。科洛河上游为山区，森林密布，中下游地势平坦，土地肥沃，种植小麦、玉米、大豆和甜菜等。